# Faustino Arévalo
 (mai 2023).
Si vous disposez d'ouvrages ou d'articles de référence ou si vous connaissez des sites web de qualité traitant du thème abordé ici, merci de compléter l'article en donnant les références utiles à sa vérifiabilité et en les liant à la section « Notes et références ».
Faustino Arévalo, né le 29 juillet 1747 à Campanario et mort le 7 janvier 1824 à Madrid, est un jésuite et érudit espagnol.

## Biographie
Né dans l’Estrémadure le 29 juillet 1747, il entre dans la Compagnie de Jésus en 1761. Lors de l’expulsion des Jésuites d'Espagne, il est déporté en Italie et s’y livra à l’étude des lettres. Il publie successivement : l' Hymnodia hispanica, en 1786 ; une édition des textes du poète Dracontius en 1791 ; une édition de l’Historia Evangelica d’Aquilinus Juvencus, prêtre espagnol en 1792 ; une de Prudence, 2 vol. in-4° ; une de Coelius Sedulius en 1794, in-4° ; une de Saint Isidore de Séville, 1797-1803, 7 vol. in-4° ; une du Missel gothique, 1804, in-folio. Arévalo jouit de toute la confiance du cardinal Lorenzana, qui, en mourant, le nomme son exécuteur testamentaire. En 1800, Arévalo est décoré du titre d’hymnographe pontifical. Lorsque le cardinal di Pietro est obligé de quitter Rome en 1809, il nomme Arévalo théologien de pénitencerie, en remplacement d’Alfonso Muzzarelli, lui aussi déporté. Arévalo occupe cette place jusqu’au 25 septembre 1815. Il retourne alors en Espagne et rentre dans la Compagnie. Il est vice-provincial de Castille en 1820 et meurt à Madrid le 7 janvier 1824.